# Monasztir
Al-Monasztir (nyugatias írásmód szerint Monastir, arabul: المـنسـتير, klasszikus kiejtés alapján al-Munasztír, latinul: Monasterium) város Tunéziában.

## Fekvése
Tunisztól 170 km-re délre, a Földközi-tenger partján fekszik. A várost elsősorban kitűnő fekvése, klímája és infrastruktúrája avatta idegenforgalmi központtá.

## Története
Monasztir stratégiailag kedvező pozícióját már Caesar is felismerte, és támaszpontként használta i. e. 46-ban vezetett afrikai hadjáratakor. A város a punok és a rómaiak által alapított Ruspina romjain épült, amely a betolakodók ellen hármas védelmi gyűrűvel rendelkezett.
Később, a 766-ban alapított erőd (ribat) jelentette a város védelmét és nyújtott menedéket főként a keresztény támadások ellen. A ribat a muzulmán korszak kezdetén kialakult intézmény volt, mely vallásos, de kardforgató férfiak (marubitinek) erődszerű őrhelye volt (kissé a keresztény szerzetesek kolostoraira emlékeztetve). A ribat tornyából figyelték a tengeren, hogy nem közelít-e ellenség. A tengerparton épült ribatok jelkapcsolatban voltak egymással, így például Monasztir (Monastiru) a 20 km-re fekvő Szúszával (Sousse). Később ugyan veszítettek fontosságukból, de megmaradtak a vallási élet műhelyeinek.
A mai erődítményrendszer századokon át, különféle átalakítások és hozzáépítések során alakult ki, mely tulajdonképpen a ribat és a kaszba (kolostor és erőd) egymásba épült együttese.

## Nevezetességei
- Ribat – Erődrendszer.
- Nagymecset – A Ribat déli oldalán található, a 9. században épült.
- Bourguiba-mecset – 1963–1968 között épült modern módszerekkel, de dekoratív hagyományos stílusban, I. Bouzgnenda tuniszi építész tervei szerint. Imatermébe, melynek tetőzetét 86 vörösmárvány oszlop tartja, 1000 hívő fér be egyszerre.
- Bourguiba-család mauzóleuma – A Ribat mellett nyugatra található a muzulmán temetőben. A mauzóleum a Bourguiba-mecsettel egy időben épült, kupolája aranyozott, bejáratát két 25 m-es szép ívű minaret őrzi.

A város szülötte a nagy  tiszteletnek örvendő Habib Burgiba elnök, államalapító, akinek a nevéhez fűződik a gazdasági fellendülés, és ezen belül a turizmus fejlesztése. Az afrikai érdekességekhez tartozik, hogy idős korában puccsal távolították el a hatalomból, amelynek napjáról ugyanúgy utcákat neveztek el, mint az elűzött elnökről.

## Képgaléria

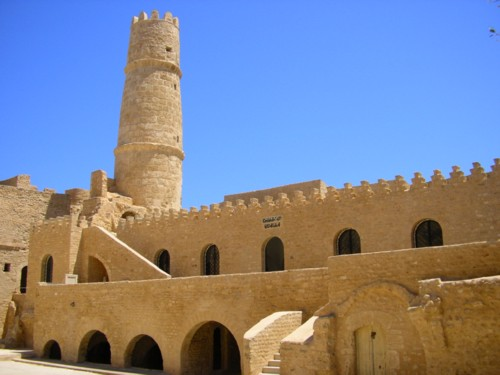
Monasztir, Ribat
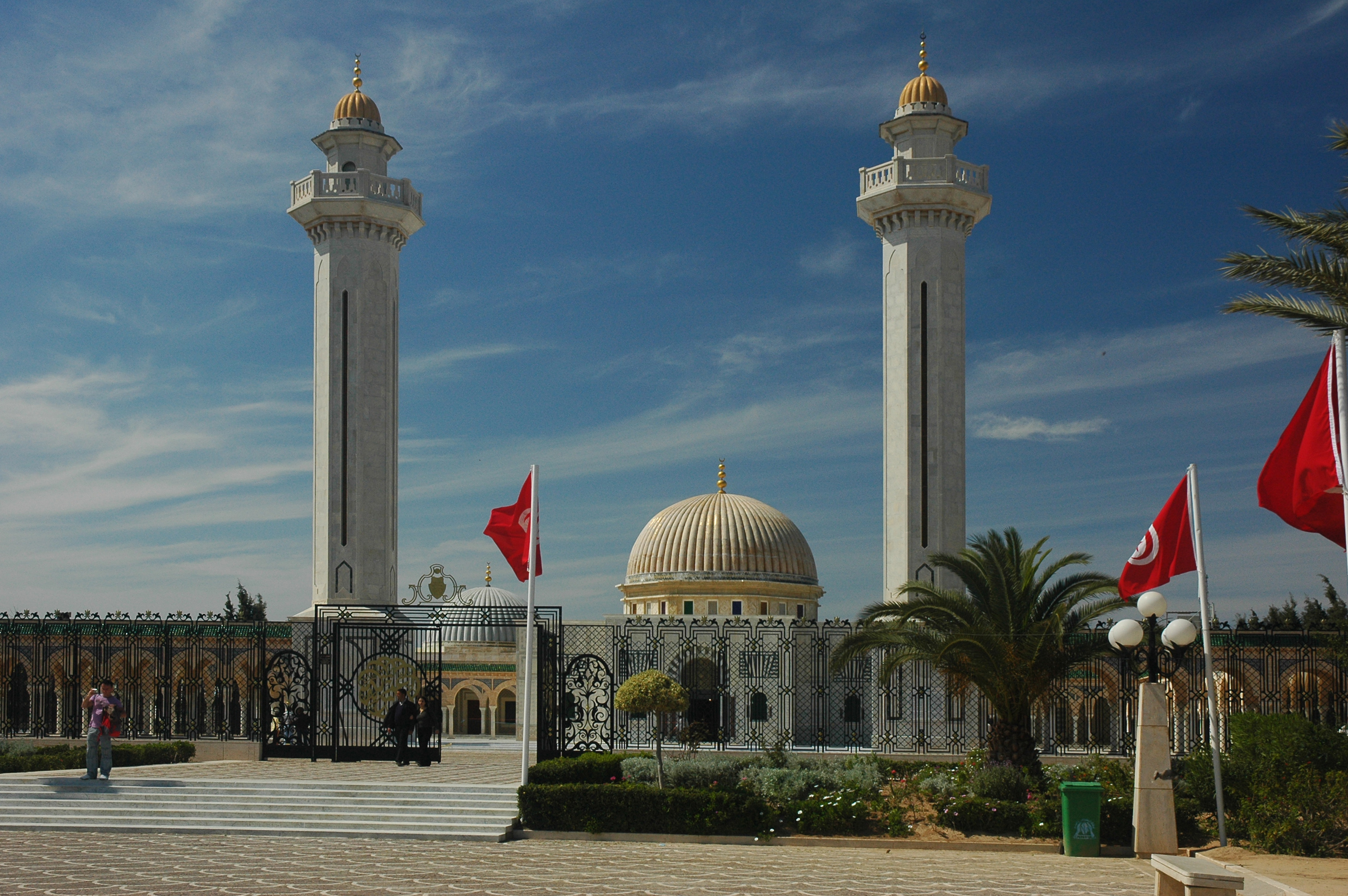
A Bourguiba-család mauzóleuma
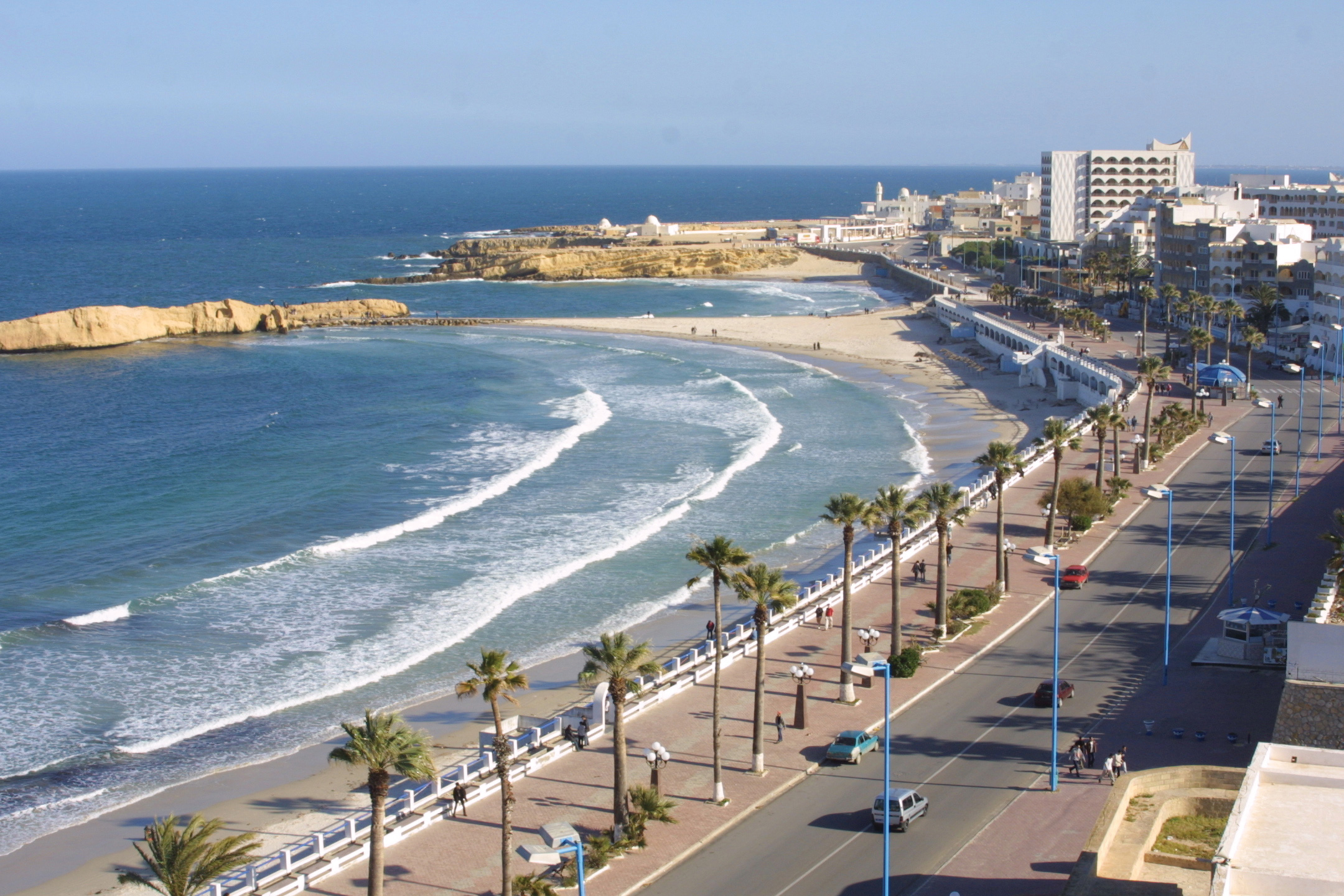
Monasztir, a tengerpart látképe
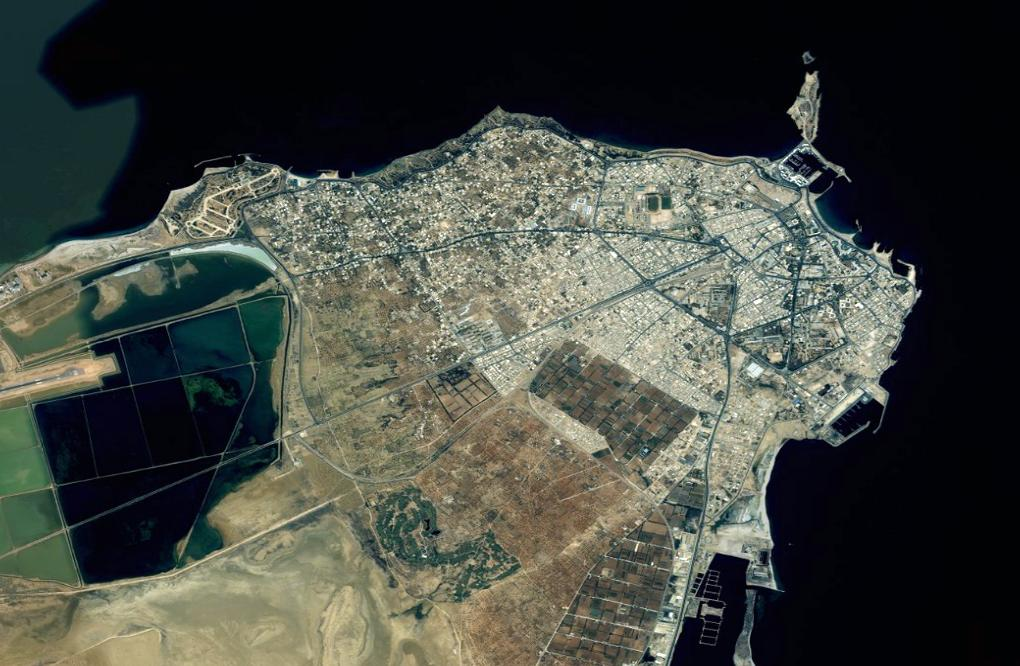
Monasztir légifelvételről
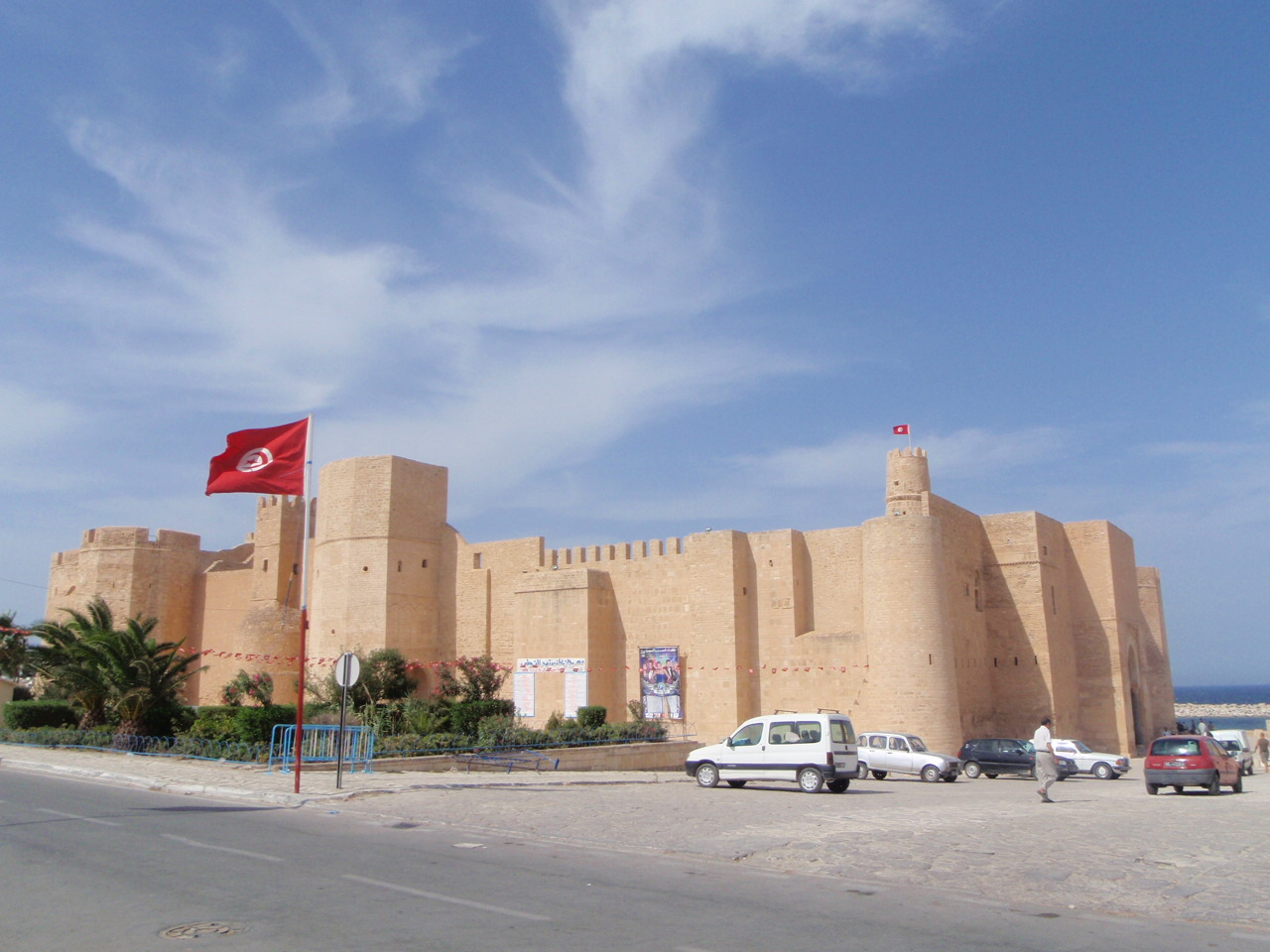
Monasztir erődítménye, Ribat
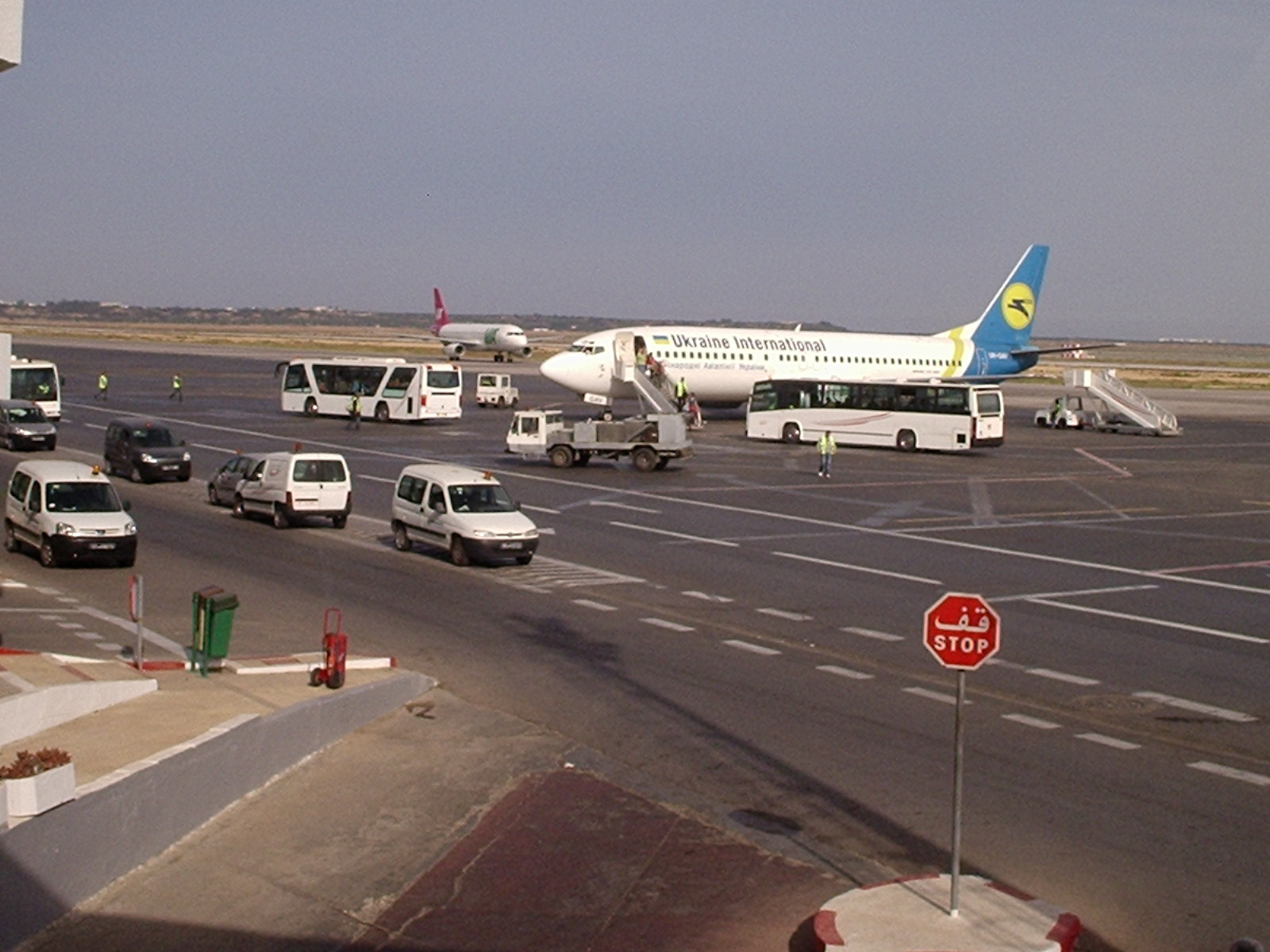
Repülőgép a Monasztir Habib Bourguiba nemzetközi repülőtéren